# 梅林駅 (広島県)
梅林駅（ばいりんえき）は、広島県広島市安佐南区八木三丁目にある、西日本旅客鉄道（JR西日本）可部線の駅である。駅番号はJR-B11。
駅名は、以前「八木梅林」があったことに由来する。

## 歴史
- 1910年（明治43年）12月25日：大日本軌道広島支社線（当時）古市橋駅 - 太田川橋停留場（現・上八木駅）間延伸時に梅林停留場として開設（旅客駅）[2]。
- 1919年（大正8年）3月11日：大日本軌道広島支社線が可部軌道へ譲渡、同社の駅となる。
- 1926年（大正15年）5月1日：可部軌道が広島電気に合併、同社の駅となる。
- 1931年（昭和6年）7月1日：広島電気線が広浜鉄道へ譲渡、同社の駅となる。
- 1935年（昭和10年）12月1日：梅林駅に昇格[2]。
- 1936年（昭和11年）9月1日：広浜鉄道国有化、国有鉄道可部線の駅となる[3]。
- 1973年（昭和48年）5月1日：国鉄（→JR）特定都区市内制度における「広島市内」の駅となる[4][注釈 1]。
- 1984年（昭和59年）2月1日：荷物扱い廃止[2]。
- 1987年（昭和62年）4月1日：国鉄分割民営化に伴い、西日本旅客鉄道（JR西日本）の駅となる[2]。
- 1991年（平成3年）
  - 4月1日：管轄が広島支社の直轄（可部管理駅）から可部鉄道部へ変更[5]。
  - 11月1日：業務委託駅化[6]。
- 1996年（平成8年）9月2日：当駅折返し列車運行開始。
- 2004年（平成16年）10月：窓口営業時間変更、平日のみ営業となる。また、窓口営業時間中の一部時間帯で窓口閉鎖を開始。
- 2005年（平成17年）10月1日：4両編成列車広島側1両でドアカット開始。
- 2006年（平成18年）7月1日：可部鉄道部廃止に伴い、管轄が広島支社直轄に変更。
- 2007年（平成19年）
  - 7月25日：ICOCA対応簡易型自動改札機設置。
  - 9月1日：ICカード「ICOCA」が利用可能となる。
- 2008年（平成20年）3月15日：4両編成列車ドアカット解消。
- 2014年（平成26年）8月20日：平成26年8月豪雨に伴い、広島市で土砂災害発生。緑井駅 - 可部駅間で8月31日まで運転を見合わせた[7][8][9][10]。
- 2020年（令和2年）10月1日：無人駅化。

## 駅構造
島式ホーム1面2線を有する列車交換可能な地上駅。駅舎は線路西側可部寄りにあり、ホームとは構内踏切で連絡している。
無人駅。ICOCA（相互利用可能ICカードはICOCAの項を参照）が利用可能。JR特定都区市内制度における「広島市内」の駅である。

### のりば
のりばは駅舎反対側から以下の通り
。
| のりば | 路線   | 方向 | 行先           | 備考          |
| ------ | ------ | ---- | -------------- | ------------- |
| 1      | 可部線 | 上り | 緑井・横川方面 | 一部2番のりば |
| 2      | 可部線 | 下り | あき亀山方面   |               |

- 朝の時間帯に当駅で広島方面へ折返す列車が設定されており、2番のりばから発車する。

## 利用状況
以下の情報は、「広島市統計書」及び「広島市勢要覧」に基づいたデータである。
| 年度               | 1日平均 乗車人員 | 年度毎 総数 | 定期券 総数 | 普通券 総数 |
| ------------------ | ---------------- | ----------- | ----------- | ----------- |
| 1968年（昭和43年） | 551.1            | 402,321     | 344,486     | 57,835      |
| 1969年（昭和44年） | 530.8            | 387,509     | 313,430     | 74,079      |
| 1970年（昭和45年） | 499.3            | 364,504     | 300,660     | 63,844      |
| 1971年（昭和46年） | 455.3            | 333,252     | 274,542     | 58,710      |
| 1972年（昭和47年） | 407.2            | 297,265     | 244,290     | 52,975      |
| 1973年（昭和48年） | 453.6            | 331,125     | 246,700     | 84,425      |
| 1974年（昭和49年） | 471.3            | 344,066     | 254,842     | 89,224      |
| 1975年（昭和50年） | 618.2            | 452,499     | 351,386     | 101,113     |
| 1976年（昭和51年） | 488.1            | 356,296     | 242,034     | 114,262     |
| 1977年（昭和52年） | 470.0            | 343,119     | 225,676     | 117,443     |
| 1978年（昭和53年） | 461.6            | 336,946     | 206,572     | 130,374     |

以上の1日平均乗車人員は、乗車数と降車数が同じであると仮定し、年度毎総数を365（閏年が関係する1971・1975年は366）で割った後、更に2で割った値を、小数点第2位で四捨五入。小数点一位の値にした物である。
| 年度                | 1日平均 乗車人員 |
| ------------------- | ---------------- |
| 1979年（昭和54年）  | 383              |
| 1980年（昭和55年）  | 375              |
| 1981年（昭和56年）  | 398              |
| 1982年（昭和57年）  | 405              |
| 1983年（昭和58年）  | 401              |
| 1984年（昭和59年）  | 396              |
| 1985年（昭和60年）  | 397              |
| 1986年（昭和61年）  | 423              |
| 1987年（昭和62年）  | 496              |
| 1988年（昭和63年）  | 639              |
| 1989年（平成 元年） | 540              |
| 1990年（平成02年）  | 631              |
| 1991年（平成03年）  | 939              |
| 1992年（平成04年）  | 956              |
| 1993年（平成05年）  | 932              |
| 1994年（平成06年）  | 911              |
| 1995年（平成07年）  | 939              |
| 1996年（平成08年）  | 997              |
| 1997年（平成09年）  | 1,011            |
| 1998年（平成10年）  | 1,087            |
| 1999年（平成11年）  | 1,130            |
| 2000年（平成12年）  | 1,150            |
| 2001年（平成13年）  | 1,065            |
| 2002年（平成14年）  | 1,080            |
| 2003年（平成15年）  | 1,123            |
| 2004年（平成16年）  | 1,157            |
| 2005年（平成17年）  | 1,160            |
| 2006年（平成18年）  | 1,166            |
| 2007年（平成19年）  | 1,247            |
| 2008年（平成20年）  | 1,228            |
| 2009年（平成21年）  | 1,259            |
| 2010年（平成22年）  | 1,211            |
| 2011年（平成23年）  | 1,216            |
| 2012年（平成24年）  | 1,211            |
| 2013年（平成25年）  | 1,173            |
| 2014年（平成26年）  | 1,138            |
| 2015年（平成27年）  | 1,204            |
| 2016年（平成28年）  | 1,263            |
| 2017年（平成29年）  | 1,316            |
| 2018年（平成30年）  | 1,306            |
| 2019年（令和 元年） | 1,327            |
| 2020年（令和02年）  | 1,101            |
| 2021年（令和03年）  | 1,013            |
| 2022年（令和04年）  | 1,140            |

乗車数グラフ

## 駅周辺
駅舎は太田川の右岸（西岸）に位置する。西側には権現山（標高397 m）から阿武山（標高586 m）へと続く山地が迫っており駅周辺に平野部は少ない。駅西側の住宅地は山に向かって斜面上に立ち並んでいるが、この斜面は過去の土石流による土砂の堆積が繰返されて形成された扇状地だと見られている。駅東側には可部線に並行して県道及び国道が通過している。特に国道沿いはロードサイド型店舗が立地しており主たる商業地となっている。
2014年8月の豪雨災害時には西側の山地の多くの谷で土石流が発生し、危険な扇状地上に建つ住宅地に流入し大破させた。特に当駅前後の被害が最も著しく、土砂は線路を超えて県道付近まで達した。この災害を受けて見直された広島市のハザードマップでは可部線より西側ほぼすべての地域が「土砂災害防止法における土砂災害警戒区域」に指定され、山際の一部はさらに厳しい特別警戒区域に指定された。危険区域の住宅は一部が解体撤去され、複数の砂防ダムや流路工などの施設が建設された。また、太田川氾濫時には駅周辺が浸水することが想定されている。避難場所として梅林小学校等が指定されており、2014年の災害時にも避難所として活用された。
- 国道54号（駅周辺は国道183号、国道261号重複区間）佐東バイパス
- 広島県道270号八木緑井線：1970年までの国道54号
- 広島市立城山北中学校
- 広島市立城南中学校
- 広島市立梅林小学校
- 高瀬堰
- 八木城跡 権五郎神社
- 八木峠
- 八木郵便局
- 広島信用金庫 八木支店
- 玖村駅（芸備線）：太田川左岸（東岸）に所在。当駅から約1 km

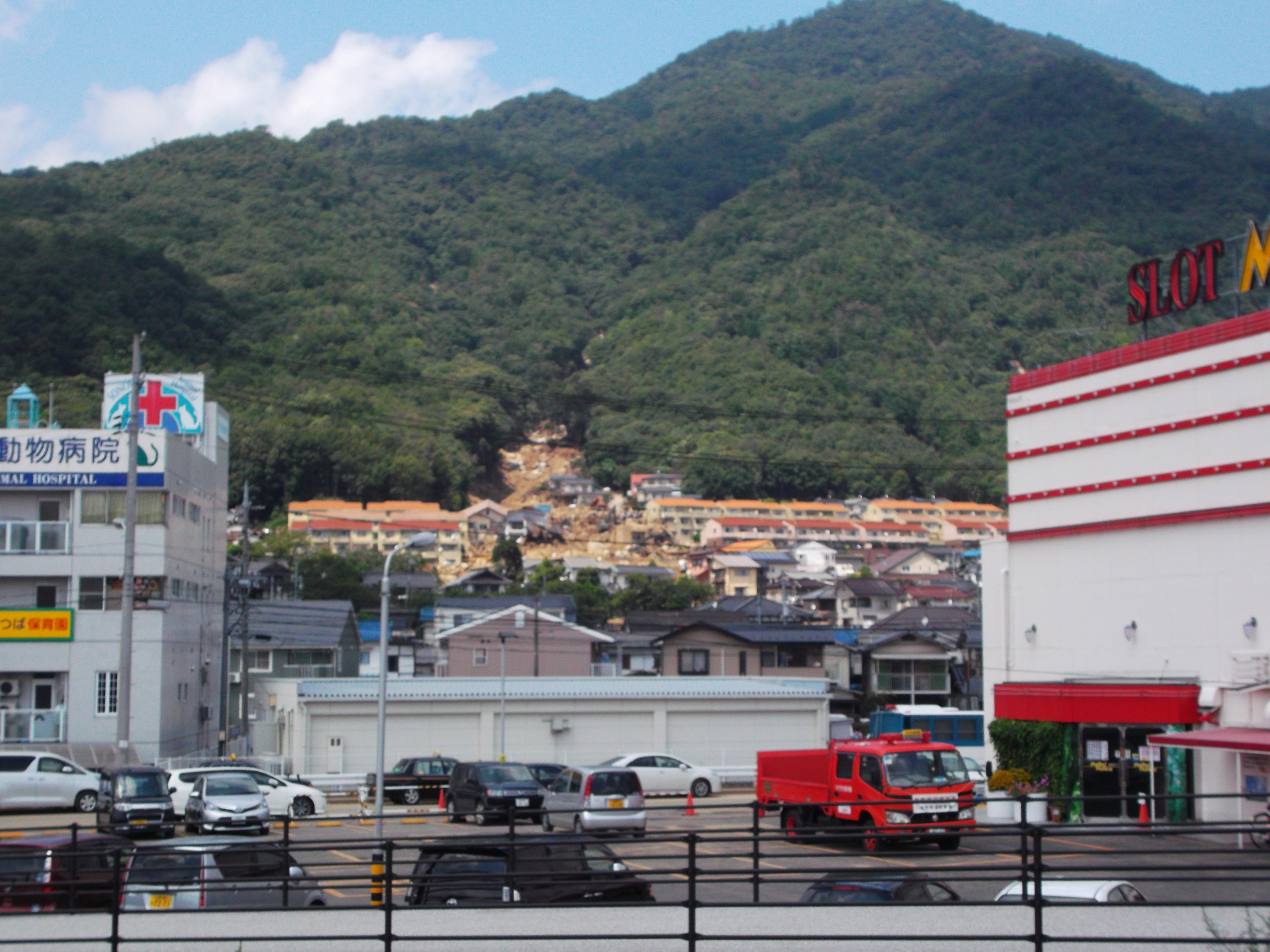
最大の被害が出た八木三丁目の県営緑が丘住宅付近（2014年8月）
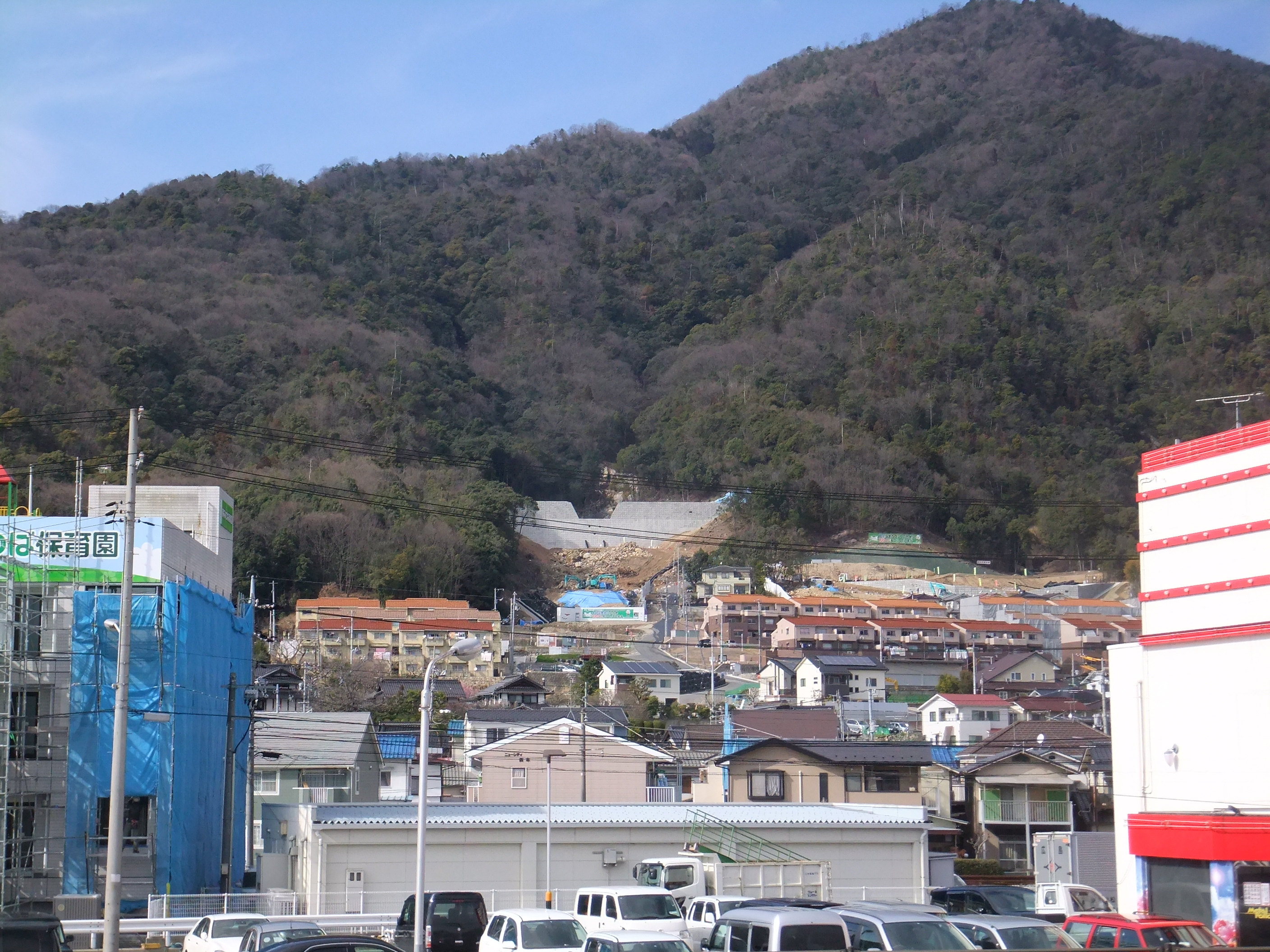
住宅の撤去と砂防ダムが建設された緑が丘住宅の沢（2017年）
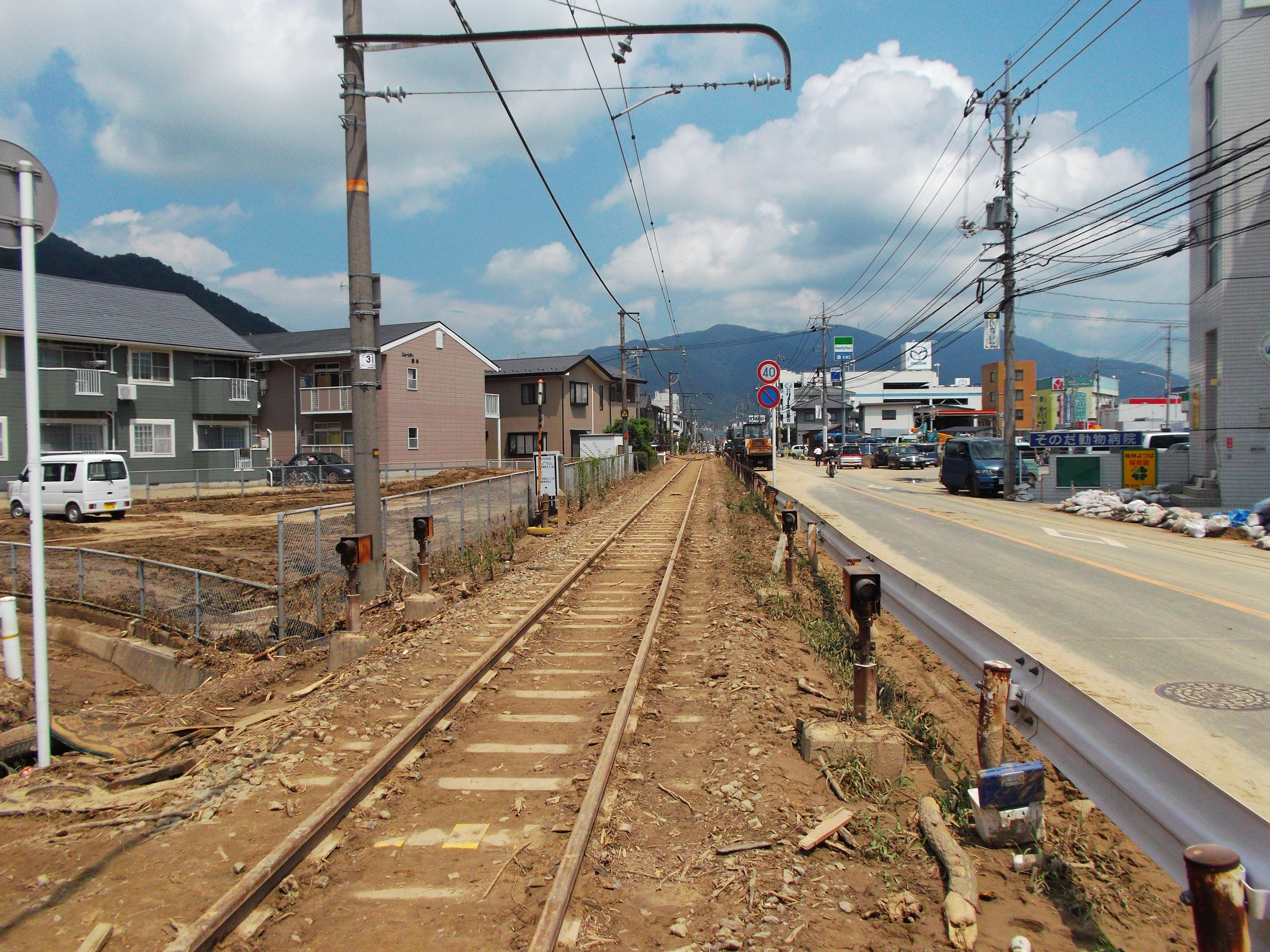
土砂が流入した梅林駅南側の可部線と県道（2014年8月）
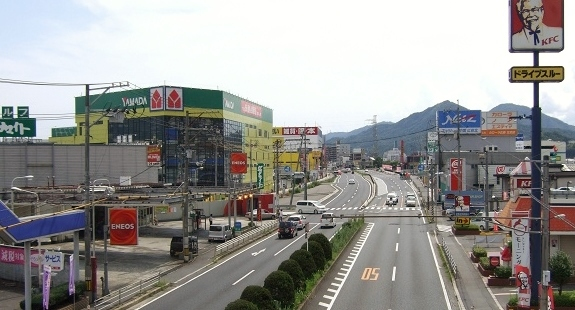
国道沿いが主たる商業地となっている（八木二丁目）

## バス路線
広島県道270号八木緑井線沿いに「八木梅林」停留所があり、広電バスと広島交通が発着している。
八木梅林 バス停（可部駅前方面）
- 72 桐陽台（）・大林線（広島交通） 可部方面
- 72 南原（）線（旧道経由）（広島交通） 可部方面
- 72 上根・吉田線（広電バス） 可部方面
- 73 勝木線（広島交通） 可部方面
- 73 豊平・琴谷線（広電バス） 可部方面
- 高陽・毘沙門台線（広島交通） 玖村駅前・高陽方面 平日のみ6本運行

八木梅林 バス停（中緑井方面）
- 72,73K 広島バスセンター行き（広島交通・広電バス ）
- 72,73H 八丁堀経由広島駅行き（広島交通）
- 72,73G バスセンター経由広島駅行き（広島交通）
- 高陽・毘沙門台線（広島交通） 中緑井・びしゃもん台方面 平日のみ5本運行

## 隣の駅
西日本旅客鉄道（JR西日本）
 可部線
七軒茶屋駅 (JR-B10) - 梅林駅 (JR-B11) - 上八木駅 (JR-B12)